# Plocopsylla reigi
Plocopsylla reigi är en loppart som beskrevs av Beaucournu et Gallardo 1978. Plocopsylla reigi ingår i släktet Plocopsylla och familjen Stephanocircidae. Inga underarter finns listade i Catalogue of Life.